# 스튜어트섬키위
스튜어트섬키위(학명: Apteryx australis lawryi)는 남섬갈색키위의 한 아종이다. 다른 평흉류와 마찬가지로 날지 못하는 새다.